# Масолина (Фиренца)
Масолина је насеље у Италији у округу Фиренца, региону Тоскана.
Према процени из 2011. у насељу је живело 71 становника. Насеље се налази на надморској висини од 100 м.